# Онлайн покер
Онлайн покерът включва всички варианти на покер, които се играят през интернет.
Играе се с помощта на компютърни устройства ползващи интернет връзка, като също така са разработени версии за PDA, смартфони, таблети и мобилни телефони. Онлайн покер индустрията се развива много в последните години. Днес онлайн покерът е най-големият игрови отрасъл, оборотът му през 2010 г. възлиза близо на 3,7 мрд. долара.

## История
Първата онлайн покер зала, известна с наименованието Planet Poker, се появява през 1998 г. като неин създател е Ранди Блумер, а след нея се появява и нейният първи конкурент Paradise Poker. По това време експертите предсказват, че с по-нататъшното развитие на технологиите, индустрията на онлайн покера в следващите няколко години ще нарасне с 600%, както и основните страни, които ще развиват този отрасъл ще са САЩ и европейските държави. Времето показва, че те не са били далеч от истината. През 2001 г. се появяват зали като PokerStars, UB и Party Poker, благодарение на които интересът към покера значително се засилва. С тяхна помощ през 2003 г. се излъчва и първото пряко предаване на шампионския тур World Poker Tour в ефира на Travel Channel, което придобива широка популярност във всички страни на планетата посредством прякото излъчване на игрите от спортния канал ESPN. През тази година се провежда и основното събитие в света на онлайн покера – състои се игра на Тексас Холдем в серии на No Limit Hold'em, в която участват 2600 играчи от различни страни, а общият награден фонд е повече от 5 млн. долара. Още на следващата година броят на участниците в този формат се увеличава на 6000. Онлайн покер индустрията през последните години се развива с огромни темпове, като на всеки 6 месеца играчите се удвояват. Ръстът на играчите е понамалял, поради ограниченията, налагани от САЩ, но въпреки това количеството на онлайн покер залите и на участниците продължава да расте.

## Онлайн и офлайн
Има изключително много различия между онлайн и офлайн покера. Първо в онлайн покера участниците не могат да се наблюдават помежду си, тъй като играта се провежда на маса, на която играчите са представени само от аватарите си. По този начин не могат да се изследват жестовете и поведението на опонентите. Затова и в онлайн покера има изключително много опити за блъф, тъй като за него е необходимо само едно кликване с мишката.
Второ, има разлика в скоростта на протичане на играта. В офлайн покера се губи много време в разбъркване, раздаване на картите, същевременно времето за взимане на решение е повече. Офлайн се играят 2 – 3 пъти по-малко игри, отколкото онлайн. Освен това офлайн може да се играе само на една маса, докато онлайн играчът би могъл да играе на няколко маси едновременно. По този начин динамиката на играта се засилва, а заедно с това и печалбата.
Трета особеност е, че онлайн покерът предоставя много по-голямо разнообразие от различни видове игри, лимити, многобройни опоненти. Офлайн възможностите са значително по-ограничени, казината работят в определено време на денонощието и най-често предлагат само турнири на Тексас Холдем с определен бай-ин или кеш игри с 1 – 2 различни лимита (най-често среден лимит). Онлайн може да се играе по всяко време, едновременно на няколко маси и на различни лимити – от най-ниските за няколко цента, до най-високите за стотици долари.
Четвърто различие е, че в интернет играчите могат да използват различни помощни покер софтуер, едни от които са полезни при смятане на шансовете за печалба и изобщо на математиката в играта. А чрез други програми се събира информация за играта на опонентите и на самия играч, като по този начин му помагат добре да анализира играта и да намери както собствените си слаби места, така и тези на противника си. Освен това има и трети вид програми, симулиращи различни ситуации и помагащи на играча при определянето на правилното решение.
Като пета съществена особеност е наличието на най-различни бонуси и онлайн промоции, при които играчът може да получи допълнителни средства, които да стимулират играта му.
Друго предимство на онлайн покерът е наличието на по-ниска такса за участие, наречена рейк, отколкото е в live казината, както и възможността за връщане на част от рейка обратно (рейкбек). Тъй като последните имат доста повече разходи за наем и на помещението, за персонал, за оборудване и т.н., live казината няма как да намалят таксите си, за разлика от онлайн залите.

## Избор на сайт
Когато се преминава от офлайн към онлайн покер, възниква един изключително сложен въпрос – как да се избере подходящ сайт? Съществуват няколко основни критерия, които трябва бъдат ваш ориентир при избора на надеждна покер зала.
- Първо трябва да се обърне специално внимание на офертите, които се предлагат при регистрация или при първо депозиране. Важен момент е да не се заслепявате от големината на бонуса. В повечето случаи високите бонуси са изключително трудни за усвояване. Човек трябва да си постави реални цели и да се придържа към тях.

- Следващата важна стъпка е изтеглянето на сигурен покер софтуер. Определено няма да останете очаровани, ако изгубите значителна сума пари, заради проблеми със софтуера на дадена зала. Затова може да имате доверие само на известните и сигурни покер сайтове като PokerStars, 888Poker, Bet365, Betfair и други.
- Друг нов популярен покер сайт в България е този на Ефбет. Това е единствения лицензиран онлайн покер сайт, който е на българска фирма, като тя притежава всички права върху него, съответно с всички необходими разрешителни.

- Третият важен критерий е трафикът. Ако сте се насочили към голям бонус и сигурен софтуер, но броят на онлайн играчите е недостатъчен, ще е необходимо да изчакате до запълване на масите. А това никак не е приятно с оглед на удобствата, от които можете да се възползвате при онлайн покера.

- Следващото условие е разнообразието от игри. Голяма част от играчите обичат да изпробват различни варианти на покера, които не са много популярни. Няма нищо лошо в това да се експериментира, но преди това е желателно да се проучи играта и нейните правила.

- Последното по ред, но не и по значимост, условие е отделът по поддръжка да е компетентен и лесно достъпен, за да можете да получите бързо и качествено обслужване.

## Безопасност
Покер залите нямат пряко участие в играта, а получават рейт независимо от резултатите на отделните играчи. Поради тази причина за залата няма смисъл да извършва измами. Онлайн покер сайтовете са задължени да взимат строги мерки за безопасност и затова при регистрацията си на даден сайт, играчът е длъжен да предостави свои лични данни като рождена дата, възраст, място на пребиваване и др. Това се прави с цел избягване на злоупотреби с кредитни карти или пране на пари, проверка пълнолетието на новорегистрираните лица и др. Сред опасностите в онлайн игрите може да се причисли груповата игра на няколко играчи. Отбор от няколко участници може, използвайки различни подходи, или да изкара от играта противниците със силни карти, или да вземе допълнително пари от играчите със средни по сила карти. Но за разлика от офлайн залите, този проблем е значително по-лесен за разрешване. Покер сайтовете водят активна борба срещу тази злоупотреба и могат по всяко време да видят историята на всички игри с всички закрити карти и така да анализират честотата на съвместна игра на участниците. По този начин може много лесно и бързо да се разкрият подобен род нередности. Наказанието, което се извършва, е закриване на сметките на злоупотребилите играчи и конфискация на средствата по тях. Също така в онлайн покер залите се забранява използване на програми от участниците за игри без тяхно участие като например Ботове или Аl. Всяка покер зала има списък с програмите, чието използване по време на игра е забранено.

## Правни рамки
В България онлайн покер може да се играе свободно до началото 2013. Сега онлайн залаганията се регулират според Закона за хазарта и са под юрисдикцията на Комисията по хазарта и хазартните игри. В българското интернет пространство се наблюдават над 130 000 потребители на хазартни услуги онлайн, както и десетки сайтове от целия свят, получили лиценз след 2013. Проекта за регулация се появява като идея още в началото на февруари 2011 г., като Министерството на финансите представи тогава проекта си за нов Закон за хазарта и хазартните игри, в който се предвижда легализация на залаганията онлайн.
В Гърция хазартът е разрешен, като лицензираните от ЕС оператори, желаещи да се позиционират на гръцкия пазар, се облагат с 30% данък върху брутната печалба, а играчите с 10% за преходен период от 6 месеца.
В САЩ от 13.10.2006 г. чрез приетия закон, известен като Unlawful Internet Gambling Enforcement Act , се забранява каквото и да е прехвърляне на парични средства чрез парични преводи, чрез кредитни карти, чрез банкови трансфери към хазартни онлайн сайтове на територията на САЩ. На 15.04.2011 г., в деня известен сред покер играчите като „Черен Петък“, се затварят най-големите покер сайтове в САЩ – PokerStars, Full Tilt и Absolute Poker, поради обвинение за пране на пари.
В Германия законът позволява хазарта, в случай че се притежава съответния лиценз. Както предлагането, така и участието в нелицензиран хазарт се санкционира, като същото важи и за онлайн казината.